# Stazione di Udine
Stazione di Udine vasútállomás Olaszországban, Udine településen.

## Vasútvonalak
Az állomást az alábbi vasútvonalak érintik:
- K.k. Staatsbahn Tarvis–Pontafel
- Velence–Udine-vasútvonal
- Udine–Trieszt-vasútvonal
- Udine-Cervignano-vasútvonal
- Udine-Cividale-vasútvonal

## Kapcsolódó állomások
A vasútállomáshoz az alábbi állomások vannak a legközelebb:
- Stazione di Tricesimo-San Pelagio
- Stazione di Basiliano
- Stazione di Lumignacco
- Stazione di San Gottardo
- Stazione di Buttrio